# テレ東音楽祭

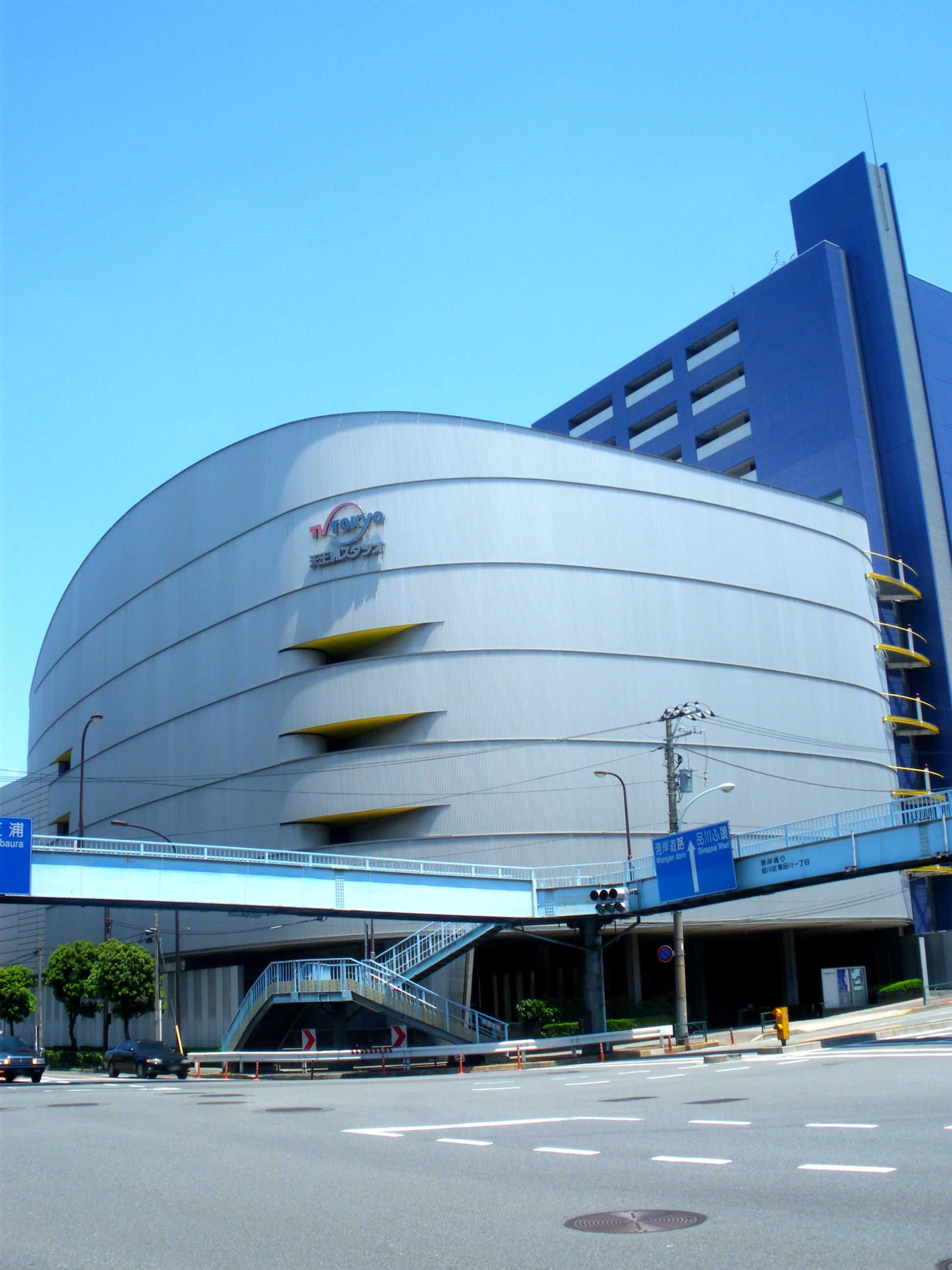
2014年の第2部、2015・2016年の全編、2017年以降のメインとして生放送が行われる「テレビ東京天王洲スタジオ」

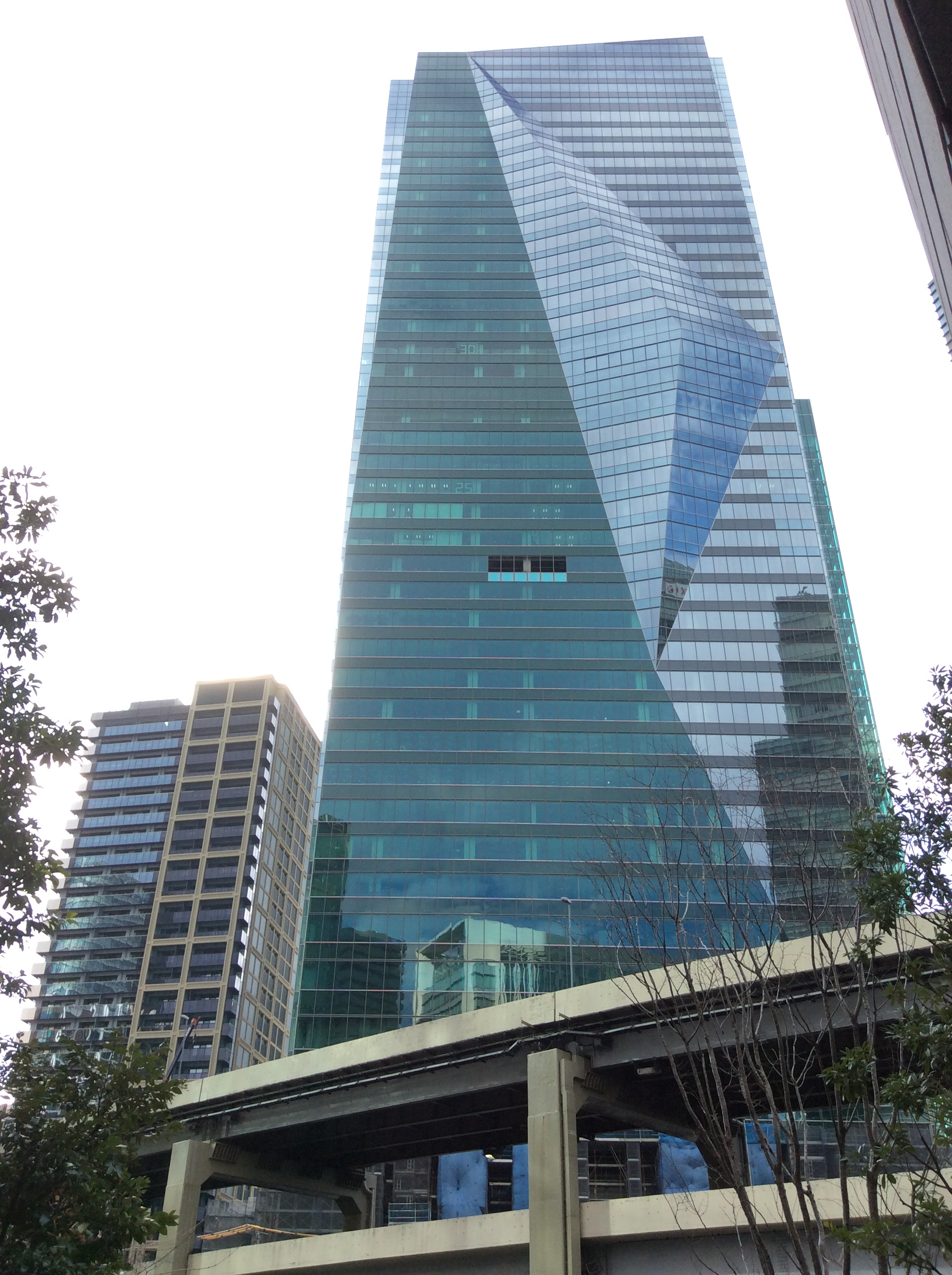
2017・2019年の生放送の一部が行われたテレビ東京本社が入居する「六本木グランドタワー」

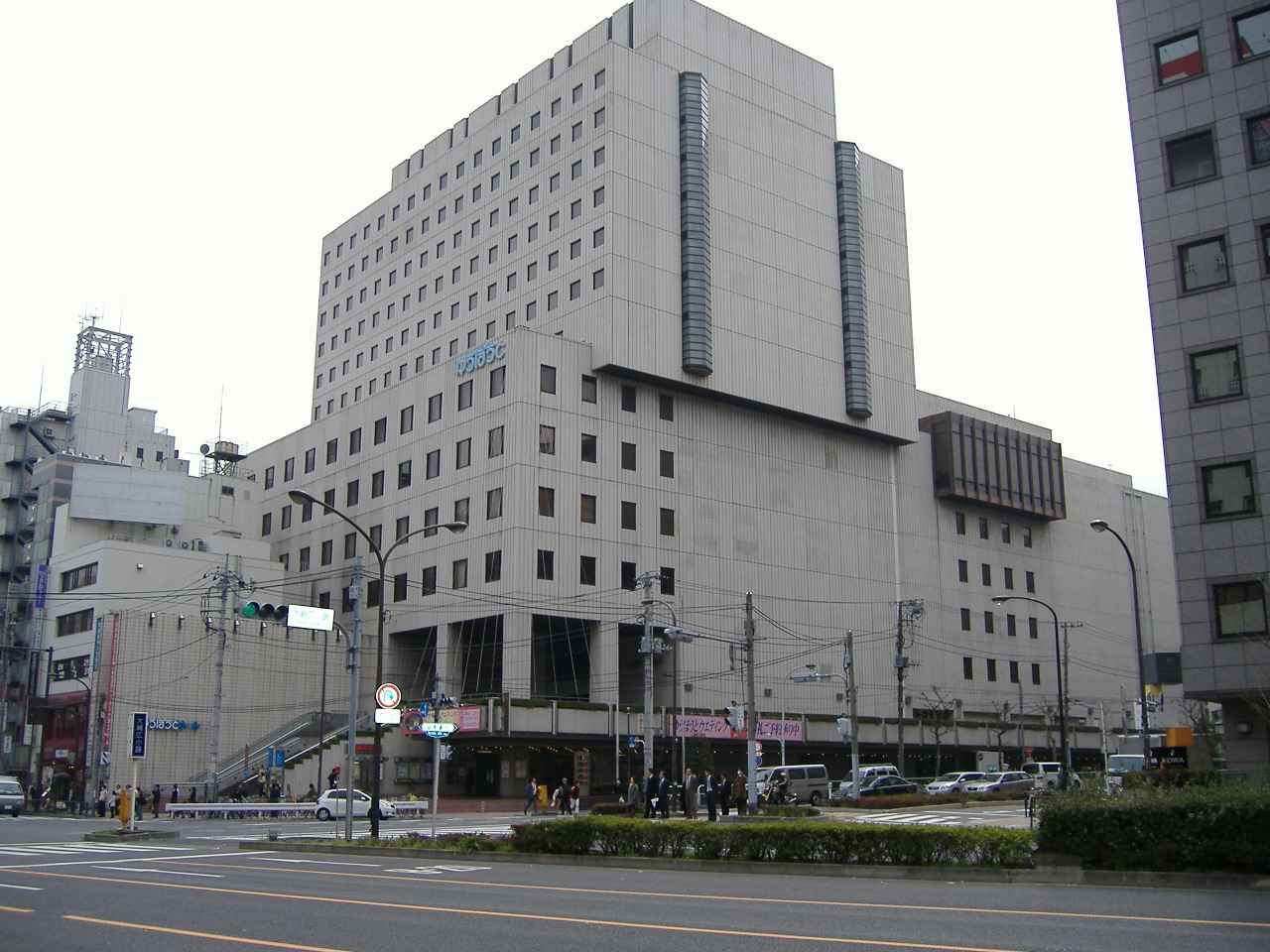
2014年の第1部のみ生放送が行われた「五反田・ゆうぽうと」

『テレ東音楽祭』（てれとうおんがくさい、英:TV TOKYO MUSIC FESTIVAL）は、テレビ東京系列にて2014年より放送されている大型音楽番組である。
原則として生放送であるが、一部の出演アーティストによっては事前収録または過去の映像となる場合がある。また、2020年夏については新型コロナウイルス感染拡大防止のため全編が事前収録となった（後述参照）。
2021年までは、主に夏（6月下旬）に毎年1回（2020年のみ2回）放送されていたが、2022年は夏に加えて春（2月下旬）と冬（11月下旬）にも放送された。

## 概要
2014年にテレビ東京が開局50周年を記念して『木曜8時のコンサート〜名曲!にっぽんの歌〜』と2011 - 2013年の夏に制作されていた『プレミア音楽祭』を統合し、『開局50周年特別番組 テレ東音楽祭（初）』のタイトルで制作された番組である。
番組全体の総合パーソナリティーに所ジョージを起用。第1部を宮本隆治、松丸友紀司会による『木曜 - 』をベースにした「モクハチ!今夜だけ木曜6時半のコンサート」を五反田ゆうぽうとから。第2部を国分太一司会で「慣れない生放送ドタバタですいませんSP」をテレビ東京天王洲スタジオから生放送した。
第1部は演歌歌手。第2部はポップス歌手が出演した。
2015年6月24日に第2弾となる『テレ東音楽祭（2） ようこそ、テレ東へ!』が放送されたが『‐（2）』では『‐（初）』とは異なり全編通しでテレビ東京天王洲スタジオからポップス歌手中心の構成となった。演歌曲は翌日放送の『懐かしの昭和メロディ』内で放送された。
2016年は6月29日に第3弾が放送された。正式タイトルの語尾がこれまでの回数から西暦に変更。タイトルロゴは『TV TOKYO MUSIC FESTIVAL 2016』と英語表記に変更された。また、放送時間が昨年より5分拡大。さらにこの回以降、テーマが『思わず歌いたくなる最強ヒットソング100連発』に統一された。この回ではテレビ東京の人気番組とコラボということで『所さんの学校では教えてくれないそこんトコロ!』、『THE★カラオケバトル』、『ありえへん∞世界』とのコラボ企画、『たけしのニッポンのミカタ!』よりビートたけしからのサプライズVTR、『世界ナゼそこに?日本人』より「世界で歌われている「日本の歌」一番歌われていたのは?」のVTR（司会のユースケ・サンタマリアもスタジオに駆けつけた）、そして当日スタジオ周辺で『モヤモヤさまぁ～ず2』のロケをしていたさまぁ～ずと狩野恵里アナウンサーが終盤スタジオに駆けつけた。以後、当番組ではテレビ東京の人気番組とのコラボレーション企画が恒例となっている。
2017年は6月28日に第4弾が放送。これまでのテレビ東京天王洲スタジオに加えて前年11月に六本木グランドタワーに移転したテレビ東京本社との二元中継で放送された。
2018年は6月27日に第5弾が放送。放送時間が昨年より30分拡大されて番組過去最長となる約5時間の放送となった。また、テレビ東京天王洲スタジオと旧本社であるテレビ東京神谷町スタジオとの二元中継で放送された。
2019年は6月26日に第6弾が放送。2017年以来、2年振りにテレビ東京天王洲スタジオとテレビ東京本社との二元中継で放送された。
2020年は6月24日に第7弾が放送。ただし、新型コロナウイルス感染拡大の影響により1時間短縮の上全編に亘り事前収録となり、テーマも今回のみ『思わず歌いたくなる最強ヒットソング100連発』から『もう一度聞きたい最強ヒットソング100連発』に変更となる。こうした事情から本年は9月30日に第8弾が放送され、番組初の年2回放送となった。
2021年は6月30日に第9弾が放送。
2022年は2月23日に第10弾、同年6月22日に第11弾、同年11月23日に第12弾が放送。
2023年は6月28日に第13弾が放送されたが、『テレ東音楽祭』のタイトルはこの回をもって一旦中断。11月15日には『テレ東60祭! ミュージックフェスティバル2023～一生聞きたい! 昭和・平成・令和ヒット曲100連発～』に改題・リニューアルされ放送。
なお、国分が務めてきた総合MCは、諸事情により置かれず以後2弾に亘り空席となる。
2024年は『テレビ東京開局60周年特別企画 テレ東ミュージックフェス2024夏～昭和の常識は…令和の非常識! ヤバい昭和の超名曲 vs 令和ヒット曲100連発～』のタイトルで6月26日に放送。MCは深夜番組『プレミアMelodiX!』でナビゲーターを務める南海キャンディーズ（山里亮太・山崎静代）と、同じく『あのちゃんの電電電波♪』でMCを務めるあのが起用された。11月20日は『テレ東音楽祭』にタイトルを戻した上で第13弾まで総合MCを務めていた国分が復帰。正式タイトルは『テレ東音楽祭スペシャル1964→2024 〜60年分の名曲!実は"歌の衝撃映像"ベスト100〜 』となった。
2025年は7月9日に『テレ東音楽祭2025〜夏〜』のタイトルで第17弾が放送。当初は前回に引き続き国分が総合MCを務める予定だったが、6月20日にテレビ東京は国分の他局におけるコンプライアンス違反を受けた無期限活動休止を理由に降板することを発表した。代役MCについては検討中としていたが、最終的に代役MCを置かず田中アナのみによる進行となった。

## 各回の放送概要
| 回 | 放送日         | 放送時間                                                            | タイトル | 総合司会   | 司会                                                        | 進行                     | その他の出演者                                                                                              |
| -- | -------------- | ------------------------------------------------------------------- | --- | ---------- | ----------------------------------------------------------- | ------------------------ | --- |
| 1  | 2014年6月26日  | 第1部前半 18:30 - 19:00 第1部後半 19:00 - 21:11 第2部 21:14 - 23:24 | テレ東音楽祭（初） | 所ジョージ | 第1部司会：宮本隆治、松丸友紀 第2部司会：国分太一、大橋未歩 | なし                     | |
| 2  | 2015年6月24日  | 第1部前半 18:30 - 19:00 第1部後半 19:00 - 22:40 第2部 22:44 - 22:48 | テレ東音楽祭（2） | 国分太一   | なし                                                        | 大橋未歩                 | アシスタント：ナナナ（テレビ東京バナナ社員・テレビ東京マスコットキャラクター）                              |
| 3  | 2016年6月29日  | 第1部 18:25 - 19:00 第2部 19:00 - 22:48                             | テレ東音楽祭2016 （TV TOKYO MUSIC FESTIVAL 2016）                                                                                    | 国分太一   | なし                                                        | 大橋未歩                 | 『テレ東音楽祭2016 LINE LIVE スペシャル』 MC：しずる、飯田里穂、フルーツポンチ                              |
| 4  | 2017年6月28日  | 第1部 18:25 - 19:00 第2部 19:00 - 22:48                             | テレ東音楽祭2017 （TV TOKYO MUSIC FESTIVAL 2017）                                                                                    | 国分太一   | なし                                                        | 鷲見玲奈                 | |
| 5  | 2018年6月27日  | 第1部 17:55 - 19:00 第2部 19:00 - 22:54                             | テレ東音楽祭2018 （TV TOKYO MUSIC FESTIVAL 2018）                                                                                    | 国分太一   | なし                                                        | 鷲見玲奈                 | |
| 6  | 2019年6月26日  | 17:55 - 22:54                                                       | テレ東音楽祭2019 （TV TOKYO MUSIC FESTIVAL 2019）                                                                                    | 国分太一   | 広末涼子                                                    | 鷲見玲奈                 | 六本木スタジオ進行：角谷暁子（テレビ東京アナウンサー） スペシャルゲスト：出川哲朗、長嶋一茂                 |
| 7  | 2020年6月24日  | 17:55 - 22:00                                                       | テレ東音楽祭2020夏 （TV TOKYO MUSIC FESTIVAL 2020）                                                                                  | 国分太一   | 広末涼子                                                    | 竹﨑由佳                 | |
| 8  | 2020年9月30日  | 18:25 - 22:54                                                       | テレ東音楽祭2020秋 （TV TOKYO MUSIC FESTIVAL 2020 Autumn）                                                                           | 国分太一   | 広末涼子                                                    | 竹﨑由佳                 | |
| 9  | 2021年6月30日  | 17:40 - 22:24                                                       | テレ東音楽祭2021夏 （TV TOKYO MUSIC FESTIVAL 2021 Summer）                                                                           | 国分太一   | 広末涼子                                                    | 竹﨑由佳 冨田有紀        | |
| 10 | 2022年2月23日  | 17:30 - 21:54                                                       | テレ東音楽祭2022春 （TV TOKYO MUSIC FESTIVAL 2022 SPRING）                                                                           | 国分太一   | 檀れい                                                      | 田中瞳                   | 六本木スタジオ・進行：森香澄（テレビ東京アナウンサー） 幕張メッセ・進行：冨田有紀（テレビ東京アナウンサー） |
| 11 | 2022年6月22日  | 17:30 - 21:54                                                       | テレ東音楽祭2022夏 （TV TOKYO MUSIC FESTIVAL 2022 SUMMER）                                                                           | 国分太一   | 広末涼子                                                    | 田中瞳                   | テレ東音楽祭応援隊長：ジャニーズWEST 中継：中原みなみ・藤井由依（テレビ東京アナウンサー）                   |
| 12 | 2022年11月23日 | 17:30 - 21:54                                                       | テレ東音楽祭2022冬 （TV TOKYO MUSIC FESTIVAL 2022 WINTER）                                                                           | 国分太一   | 広末涼子                                                    | 田中瞳                   | テレ東音楽祭応援隊長：ジャニーズWEST                                                                        |
| 13 | 2023年6月28日  | 17:30 - 22:24                                                       | テレ東音楽祭2023夏 （TV TOKYO MUSIC FESTIVAL 2023 SUMMER）                                                                           | 国分太一   | なし                                                        | 田中瞳                   | テレ東音楽祭応援隊長：Travis Japan                                                                          |
| 14 | 2023年11月15日 | 17:30 - 21:54                                                       | テレ東60祭! ミュージックフェスティバル2023 ～一生聞きたい! 昭和・平成・令和ヒット曲100連発～                                         | なし       | 田中瞳                                                      | なし                     | 中継：中原みなみ・中根舞美（テレビ東京アナウンサー）                                                        |
| 15 | 2024年6月26日  | 17:30 - 21:54                                                       | テレビ東京開局60周年特別企画 テレ東ミュージックフェス2024夏 〜昭和の常識は…令和の非常識! ヤバい昭和の超名曲 vs 令和ヒット曲100連発〜 | なし       | 南海キャンディーズ （山里亮太・山崎静代） あの              | 田中瞳 古旗笑佳 松澤亜海 | |
| 16 | 2024年11月20日 | 17:30 - 21:54                                                       | テレ東音楽祭スペシャル1964→2024 〜60年分の名曲!実は"歌の衝撃映像"ベスト100〜                                                         | 国分太一   | なし                                                        | 田中瞳                   | |
| 17 | 2025年7月9日   | 17:30 - 21:54                                                       | テレ東音楽祭2025〜夏〜 | なし       | なし                                                        | 田中瞳                   | 中継：水原恵理・中原みなみ・齋藤陽（テレビ東京アナウンサー）                                                |

## 出演者（2010年代）

### テレ東音楽祭（初）
- 放送日時：2014年6月26日
  - 18:30 - 19:00（第1部前半）
  - 19:00 - 21:11（第1部後半）
  - 21:14 - 23:24（第2部）

総合パーソナリティー
- 所ジョージ

第1部司会
- 宮本隆治
- 松丸友紀（当時：テレビ東京アナウンサー）

第2部司会
- 国分太一（当時：TOKIO）
- 大橋未歩（当時：テレビ東京アナウンサー）

出演アーティスト（第1部）
- 五木ひろし
- 大江裕
- 大月みやこ
- 海援隊
- 川中美幸
- 北島三郎
- 北山たけし
- キング・クリームソーダ
- 香西かおり
- 伍代夏子
- 小林幸子
- 坂本冬美
- 神野美伽
- 千昌夫
- 田川寿美
- 田辺靖雄
- 天童よしみ
- 夏川りみ
- 新沼謙治
- 原田悠里
- 氷川きよし
- 一青窈
- 藤あや子
- 堀内孝雄
- 松本伊代×AKB48[注 5]
- 八代亜紀
- 山口ひろみ
- 山川豊
- 由紀さおり
- 吉幾三

VTR出演（第1部）
- 髙橋真梨子
- 松田聖子

出演アーティスト（第2部）
- 華原朋美
- スキマスイッチ
- TOKIO
- 西野カナ
- 氷川きよし
- 一青窈
- V6
- May J.
- モーニング娘。OG[注 6]、森山直太朗

VTR出演（第2部）
- いきものがかり
- AKB48
- SKE48
- NMB48
- HKT48
- 関ジャニ∞[注 7]
- ゴールデンボンバー、NEWS
- 乃木坂46
- モーニング娘。'14

### テレ東音楽祭（2）
- 放送日時：2015年6月24日
  - 18:30 - 19:00（第1部前半）
  - 19:00 - 22:40（第1部後半）
  - 22:44 - 22:48（第2部）

総合MC
- 国分太一（当時：TOKIO）

進行
- 大橋未歩（当時：テレビ東京アナウンサー）

アシスタント
- ナナナ（テレビ東京バナナ社員・テレビ東京マスコットキャラクター）

出演アーティスト
- AKB48
- SKE48
- NMB48
- HKT48
- 荻野目洋子
- 華原朋美
- 関ジャニ∞
- カントリー・ガールズ
- 岸谷香
- 氣志團
- 城南海
- きゃりーぱみゅぱみゅ
- KinKi Kids[注 8]
- 研ナオコ
- ゴールデンボンバー
- GENERATIONS from EXILE TRIBE
- ジャニーズWEST[注 9]
- JUJU
- Superfly
- スキマスイッチ
- 鈴木亜美
- SEKAI NO OWARI
- 髙橋真梨子
- TRF
- TOKIO
- Dream5
- 夏川りみ
- 西野カナ
- NEWS
- 乃木坂46
- 秦基博
- 一青窈
- Hey! Say! JUMP
- ポルノグラフィティ
- 槇原敬之
- モーニング娘。OG[注 10]
- モーニング娘。'15
- 八代亜紀
- 渡辺美里

### テレ東音楽祭2016（TV TOKYO MUSIC FESTIVAL 2016）
- 放送日時：2016年6月29日
  - 18:25 - 19:00（第1部）
  - 19:00 - 22:48（第2部）

総合MC
- 国分太一（当時：TOKIO）

進行
- 大橋未歩（当時：テレビ東京アナウンサー）

出演アーティスト
- E-girls
- AKB48
- SKE48
- NMB48
- A.B.C-Z
- EXILE THE SECOND
- 大原櫻子
- ORANGE RANGE
- 三代目 J Soul Brothers from EXILE TRIBE
- GENERATIONS from EXILE TRIBE
- 華原朋美
- 関ジャニ∞
- 城南海
- きゃりーぱみゅぱみゅ
- Kiroro
- KinKi Kids
- globe（小室哲哉 & マーク・パンサー）×神田沙也加（TRUSTRICK）
- 欅坂46
- コブクロ
- ジャニーズWEST
- スキマスイッチ
- 鈴木亜美
- SEKAI NO OWARI
- DAIGO
- 髙橋真梨子
- TOKIO
- 西野カナ
- NEWS
- 乃木坂46
- PUFFY
- 一青窈
- 平井堅
- V6
- Hey! Say! JUMP
- モーニング娘。'16

#### テレ東音楽祭2016 LINE LIVE スペシャル
- MC：しずる、飯田里穂、フルーツポンチ
- 出演アーティスト：番組本編に出演するアーティスト

### テレ東音楽祭2017（TV TOKYO MUSIC FESTIVAL 2017）
- 放送日時：2017年6月28日
  - 18:25 - 19:00（第1部）
  - 19:00 - 22:48（第2部）

総合MC
- 国分太一（当時：TOKIO）

進行
- 鷲見玲奈（当時：テレビ東京アナウンサー）

出演アーティスト
- 青山テルマ
- E-girls
- 井上苑子
- AKB48
- NGT48
- STU48
- A.B.C-Z
- EXILE THE SECOND
- 大黒摩季
- 華原朋美
- 関ジャニ∞
- きゃりーぱみゅぱみゅ
- 倉木麻衣
- globe（小室哲哉 & マーク・パンサー）×島袋寛子
- 欅坂46
- THE RAMPAGE from EXILE TRIBE
- GENERATIONS from EXILE TRIBE
- ジャニーズWEST
- 湘南乃風
- SEKAI NO OWARI
- TRF
- T.M.Revolution
- 堂本光一（KinKi Kids）[注 11]
- TOKIO
- 中丸雄一（当時：KAT-TUN）
- 西野カナ
- NEWS
- 乃木坂46
- 平井堅
- V6
- フェアリーズ
- Hey! Say! JUMP
- 観月ありさ
- モーニング娘。'17
- ゆず

出演ゲスト
- バナナマン（設楽統・日村勇紀）[注 12]
- 平野美宇
- 伊藤美誠
- 鈴木杏奈（『THEカラオケ★バトル』U-18四天王）

### テレ東音楽祭2018（TV TOKYO MUSIC FESTIVAL 2018）
- 放送日時：2018年6月27日
  - 17:55 - 19:00
  - 19:00 - 22:54

総合MC
- 国分太一（当時：TOKIO[注 13]）

進行
- 鷲見玲奈（当時：テレビ東京アナウンサー）

スペシャル応援パーソナリティ
- 後藤真希

テレビ東京 天王洲スタジオ
- AKB48
- SKE48
- HKT48
- A.B.C-Z
- KAT-TUN
- 小柳ゆき
- ジャニーズWEST
- 鈴木亜美
- 竹原ピストル
- T-BOLAN
- 西野カナ
- 乃木坂46
- Beverly
- 平井堅
- V6
- Hey! Say! JUMP
- ポルノグラフィティ
- モーニング娘。OG[注 14]

テレビ東京 神谷町スタジオ（旧本社）
- Kiroro
- KinKi Kids
- ZIGGY
- 鈴木愛理

横浜ランドマークタワー
- 井上苑子
- HY
- TRF
- MARC PANTHER（globe）× YU-KI（TRF）
- モーニング娘。'18

事前収録
- King & Prince
- 倖田來未
- 小柳ゆき
- 德永英明
- 中島美嘉
- WANIMA

ユニバーサル・スタジオ・ジャパン（事前収録）
- 関ジャニ∞

出演ゲスト
- 田中直樹（ココリコ）
- 吉本坂46選抜メンバー（村上ショージ・野沢直子・旺季志ずか・はんにゃ（川島章良・金田哲）・榊原徹士）

- AKB48選抜メンバーの中井りか（当時：NGT48）は前座番組『青春高校3年C組』の生放送終了後に出演。また、翌年のテレ東音楽祭では青春高校の女子アイドル部が出演することが決定した（2019年6月13日放送分より）[注 15]。
- この回に出演した鈴木亜美が後藤真希とのツーショットを公開し、話題となった[9]。
- この回ではテレ東で過去に放送された歌番組でのアイドルのお宝映像も紹介。このうち酒井法子のVTRでは、田代まさしによるナレーションが挿入され、これも話題となった[10][注 16]。

### テレ東音楽祭2019（TV TOKYO MUSIC FESTIVAL 2019）
- 放送日時：2019年6月26日 17:55 - 22:54

総合MC
- 国分太一（当時：TOKIO）

MC
- 広末涼子

進行
- 鷲見玲奈（当時：テレビ東京アナウンサー）

六本木スタジオ進行
- 角谷暁子（テレビ東京アナウンサー）

出演アーティスト
- AI
- 嵐
- 井上苑子
- AKB48[注 17]
- A.B.C-Z
- 関ジャニ∞
- KAT-TUN
- KinKi Kids
- King & Prince
- 倉木麻衣
- 欅坂46
- 倖田來未
- 小林幸子&中川翔子
- ザ・コインロッカーズ
- ジャニーズWEST
- 鈴木愛理
- 青春高校アイドル部[注 18]
- TUBE
- TRF
- 東京スカパラダイスオーケストラ
- Do As Infinity
- NEWS
- 乃木坂46
- バブルガム・ブラザーズ
- HARA with Chuning Candy
- W
- 日向坂46
- V6
- フェアリーズ
- Hey! Say! JUMP
- MARC PANTHER（globe）×YU-KI（TRF）
- MAX
- 森高千里
- モーニング娘。'19
- 吉田栄作
- 吉田栄作×島袋寛子
- ラストアイドル
- WANIMA

スペシャルゲスト
- 出川哲朗
- 長嶋一茂

- この年、「トーキョーライブ24時 〜ジャニーズが生で悩み解決できるの!?〜」の相葉以来、嵐がテレビ東京に出演。（Jr.時代では何度かあるがグループでは初となる。）
- 前年に続き、テレ東で過去に放送された歌番組でのお宝映像も紹介。このうち、酒井法子のVTRでは、田代まさしによるナレーションが挿入された（こちらも前年同様[注 16]）。
- オープニングは太一がジェットスキーをして海に落ちるというもの。

## 出演者（2020年代）

### テレ東音楽祭2020夏（TV TOKYO MUSIC FESTIVAL 2020）
- 放送日時：2020年6月24日 17:55 - 22:00

総合MC
- 国分太一（当時：TOKIO）

MC
- 広末涼子

進行
- 竹﨑由佳（テレビ東京アナウンサー）

出演アーティスト
- 相川七瀬
- 大黒摩季
- 川嶋あい
- Kis-My-Ft2
- 米米CLUB
- Novelbright
- NOKKO
- 藤井フミヤ
- マカロニえんぴつ
- WANDS

- 新型コロナウイルス関連の問題で例年とは異なる形態で実施。全編事前収録で例年より1時間短縮[3]。
- 上述の出演アーティスト以外は過去の出演時のパフォーマンス映像の総集編を中心とした構成となった。

### テレ東音楽祭2020秋（TV TOKYO MUSIC FESTIVAL 2020 Autumn）
- 放送日時：2020年9月30日 18:25 - 22:54

総合MC
- 国分太一（当時：TOKIO）

MC
- 広末涼子

進行
- 竹﨑由佳（テレビ東京アナウンサー）

出演アーティスト
- 浅香唯
- ASKA
- いきものがかり
- AKB48
- A.B.C-Z
- エレファントカシマシ
- Girls²
- 関ジャニ∞
- Kis-My-Ft2
- キマグレン
- 倖田來未
- 後藤真希
- コブクロ
- SUPER BEAVER
- Snow Man
- 青春高校3年C組アイドル部
- Chuning Candy
- 中島美嘉
- なにわ男子
- 西川くんとキリショー
- NEWS
- Novelbright
- 乃木坂46
- PUFFY
- 日向坂46
- V6
- Hey! Say! JUMP
- 三浦大知
- 宮本浩次
- モーニング娘。'20
- 矢井田瞳
- ラストアイドル
- LiSA
- RADIO FISH

- 番組史上初、年に2回目の放送。これは『-2020夏』が本来の内容で出来なかったことによる仕切り直しの側面がある。
- オープニングは太一が一寸法師のように桶の船にのって落ちるというもの。A.B.C-Zもそのあと助けようとして落下した。
- NEWSの「ビューティフル」のパフォーマンスでこの曲がドラマ『レンタルなんもしない人』の主題歌でもあり、メンバーの増田貴久が主演していることから、そのモデルのレンタルなんもしない人である森本祥司本人が登場していた。
- 2020年内で卒業を発表していた乃木坂46の中田花奈が一夜限りの「おいでシャンプー」をセンターで披露した[11]。

### テレ東音楽祭2021夏（TV TOKYO MUSIC FESTIVAL 2021 Summer）
- 放送日時：2021年6月30日 17:40 - 22:24

総合MC
- 国分太一（当時：TOKIO）

MC
- 広末涼子

進行
- 竹﨑由佳（テレビ東京アナウンサー）
- 冨田有紀（同上）

テレビ東京 天王洲スタジオ
- A.B.C-Z
- 大原櫻子
- 関ジャニ∞
- Kis-My-Ft2
- きゃりーぱみゅぱみゅ
- Creepy Nuts
- 倖田來未
- 3時のヒロイン（福田麻貴・ゆめっち・かなで）
- Snow Man
- DA PUMP
- 乃木坂46
- HiHi Jets
- V6
- MAX
- 山崎育三郎
- 緑黄色社会

成田国際空港（事前収録）
- AKB48[注 19]

テレビ東京 六本木グランドタワー 第1スタジオ
- JO1

テレビ東京 六本木グランドタワー 第3スタジオ（WBSスタジオセット）
- NEWS[注 20]

事前収録
- 雨宮天
- KAT-TUN
- 川崎鷹也
- CHEMISTRY
- 小柳ゆき
- 櫻坂46
- 鈴木愛理
- Tiki Tiki Tours
- 德永英明
- 日向坂46
- マカロニえんぴつ
- mzsrz
- ももいろクローバーZ
- MONGOL800
- LUNA SEA
- WANIMA

- この年の3月29日より直後の『ワールドビジネスサテライト』が1時間繰り上がって22:00開始となるが、この日の『WBS』は30分繰り下がったため、当番組は依然として22時台終了だった。

### テレ東音楽祭2022春（TV TOKYO MUSIC FESTIVAL 2022 SPRING）
- 放送日時：2022年2月23日 17:30 - 21:54

総合MC
- 国分太一（当時：TOKIO）

MC
- 檀れい

進行
- 田中瞳（テレビ東京アナウンサー）

六本木スタジオ・進行
- 森香澄（当時：テレビ東京アナウンサー）

幕張メッセ・進行
- 冨田有紀（テレビ東京アナウンサー）

テレビ東京 天王洲スタジオ
- 家入レオ
- Awesome City Club
- ORANGE RANGE
- かりゆし58
- 桐谷健太
- Cocco
- 櫻坂46
- Da-iCE
- 日向坂46
- FANTASTICS from EXILE TRIBE
- 南野陽子
- 宮沢和史
- NEWS

テレビ東京 六本木グランドタワー 第1スタジオ
- SixTONES
- MAISONdes

AKB48 59thシングル MV撮影現場
- AKB48[注 21]

幕張メッセ・イベントホール
- 乃木坂46[注 22]

事前収録
- AI
- 天月-あまつき-
- A.B.C-Z
- 岡本真夜
- KAT-TUN
- 木梨憲武
- 倖田來未
- Saucy Dog
- Snow Man
- 高橋ジョージ&THE 虎舞竜
- Travis Japan
- なにわ男子
- Hey! Say! JUMP
- 和田アキ子

- この日の『WBS』は通常通り22:00開始となったため、21:54終了と始めて21時台終了となった。

### テレ東音楽祭2022夏（TV TOKYO MUSIC FESTIVAL 2022 SUMMER）
- 放送日時：2022年6月22日 17:30 - 21:54

総合MC
- 国分太一（当時：TOKIO）

MC
- 広末涼子

進行
- 田中瞳（テレビ東京アナウンサー）

テレ東音楽祭応援隊長
- ジャニーズWEST

中継
- 中原みなみ（テレビ東京アナウンサー）
- 藤井由依（同上）

テレビ東京 天王洲スタジオ
- AKB48
- A.B.C-Z
- OCHA NORMA
- KinKi Kids
- CLASS:y
- Creepy Nuts
- ZARD
- ジャニーズWEST
- STRIKE WHILE THE IRON IS HOT.
- SUPER BEAVER
- Tani Yuuki
- DA PUMP
- D-51
- T-BOLAN
- NiziU
- NEWS
- 乃木坂46
- BiSH
- hitomi
- FANTASTICS from EXILE TRIBE
- 観月ありさ
- 森高千里
- YU-KI（TRF）&マーク・パンサー（globe）

テレビ東京 六本木グランドタワー 第1スタジオ
- BE:FIRST
- 日向坂46

事前収録
- 工藤静香
- 櫻坂46
- Sexy Zone
- T.M.Revolution/西川貴教
- 20th Century
- Hey! Say! JUMP
- マカロニえんぴつ
- 三浦大知
- Little Glee Monster
- 緑黄色社会
- LIL LEAGUE from EXILE TRIBE

### テレ東音楽祭2022冬（TV TOKYO MUSIC FESTIVAL 2022 WINTER）
- 放送日時：2022年11月23日 17:30 - 21:54

総合MC
- 国分太一（当時：TOKIO）

MC
- 広末涼子

進行
- 田中瞳（テレビ東京アナウンサー）

テレ東音楽祭応援隊長
- ジャニーズWEST

出演アーティスト
- 天月-あまつき-
- =LOVE
- AKB48
- STU48
- A.B.C-Z
- 大黒摩季
- KAT-TUN
- 関ジャニ∞
- 後藤真希
- 櫻坂46
- さくらみこ
- GENIC
- ジャニーズWEST
- 純烈♨️ダチョウ
- STRIKE WHILE THE IRON IS HOT.
- SUPER BEAVER
- 鈴木亜美
- Da-iCE
- Tani Yuuki
- T.M.Revolution
- 20th Century
- Travis Japan
- 中山美穂
- NEWS
- 乃木坂46
- THE BEAT GARDEN
- BE:FIRST
- 日向坂46
- 広瀬香美
- FUNKY MONKEY BΛBY'S
- FANTASTICS from EXILE TRIBE
- Hey! Say! JUMP
- 三浦大知
- モーニング娘。'22
- yama
- 龍玄とし（Toshl）
- LIL LEAGUE from EXILE TRIBE
- wacci

### テレ東音楽祭2023夏（TV TOKYO MUSIC FESTIVAL 2023 SUMMER）
- 放送日時：2023年6月28日 17:30 - 22:24

総合MC
- 国分太一（当時：TOKIO）

進行
- 田中瞳（テレビ東京アナウンサー）

テレ東音楽祭応援隊長
- Travis Japan

出演アーティスト
- INI
- asmi
- 新しい学校のリーダーズ
- ano
- imase
- 内海光司・佐藤アツヒロ
- AKB48
- .ENDRECHERI.
- OCHA NORMA
- 関ジャニ∞
- Kis-My-Ft2
- 米米CLUB
- THE RAMPAGE from EXILE TRIBE
- 斉藤由貴
- 酒井法子
- 櫻坂46
- 篠原涼子
- ジャニーズWEST
- 湘南乃風
- SUPER BEABER
- スキマスイッチ
- Sexy Zone
- Da-iCE
- DA PUMP
- DEAN FUJIOKA
- 20th Century
- Travis Japan
- NiziU
- NEWS
- 乃木坂46
- HiHi Jets
- BE:FIRST
- 日向坂46
- 平井大
- FANTASTICS from EXILE TRIBE
- 松本英子
- モーニング娘。'23
- Rabbit Cat[注 23]
- 緑黄色社会
- LIL LEAGUE from EXILE TRIBE
- LUNA SEA

### テレ東60祭! ミュージックフェスティバル2023 〜一生聞きたい! 昭和・平成・令和 ヒット曲100連発〜
- 放送日時：2023年11月15日 17:30 - 21:54

MC
- 田中瞳（テレビ東京アナウンサー）

中継
- 中原みなみ（テレビ東京アナウンサー）
- 中根舞美（同上）

出演アーティスト
- INI
- アイナ・ジ・エンド
- アンジュルム
- =LOVE
- 稲垣潤一
- imase
- WOLF HOWL HARMONY from EXILE TRIBE
- AKB48
- 江口洋介
- lol with ずま
- &TEAM
- 菊池桃子
- キタニタツヤ
- KID PHENOMENON from EXILE TRIBE
- 日浦孝則（元class）
- 黒沢秀樹（ex L⇔R）
- 櫻坂46
- THE JET BOY BANGERZ from EXILE TRIBE
- JO1
- GENIC
- SHAZNA
- 鈴木愛理
- sumika
- Da-iCE
- 超ときめき♡宣伝部
- 超特急
- Chilli Beans.
- DXTEEN
- 中西圭三
- 中西保志
- NiziU
- 乃木坂46
- BE:FIRST
- 日向坂46
- FANTASTICS from EXILE TRIBE
- プッチモニ（保田圭・市井紗耶香・宮本佳林）[注 24]
- 僕が見たかった青空
- ミニモニ。（矢口真里・辻希美・松本わかな（アンジュルム）・豫風瑠乃（つばきファクトリー））[注 25]
- モーニング娘。OG（保田圭・矢口真里・辻希美）
- モーニング娘。'23
- ヤバイTシャツ屋さん
- yama × ぼっちぼろまる
- 緑黄色社会
- LIL LEAGUE from EXILE TRIBE
- LINDBERG
- ONE N' ONLY

出演ゲスト
- IKKO
- 井森美幸
- 出川哲朗（『テレ東60祭@なぜか横浜赤レンガ』アンバサダー）
- 長嶋一茂、藤森慎吾（オリエンタルラジオ）
- みやぞん（ANZEN漫才）

『佐久間＆三四郎＆森香澄の俺らも歌っちゃう?ミュージックフェス裏配信』MC
- 佐久間宣行
- 三四郎
- 森香澄

- ジャニー喜多川性加害問題を受け、テレビ東京が旧ジャニーズ事務所所属アーティストの新規起用を停止していたことから、総合MCの国分のほか旧ジャニーズ事務所所属の出演者がいない状態となった[12]。

### テレビ東京開局60周年特別企画 テレ東ミュージックフェス2024夏 〜昭和の常識は令和の非常識! ヤバい昭和の超名曲vs令和ヒット曲100連発〜
- 放送日時：2024年6月26日 17:30 - 21:54

MC
- 南海キャンディーズ（山里亮太・山崎静代）
- あの

進行
- 田中瞳（テレビ東京アナウンサー）
- 古旗笑佳（同上）
- 松澤亜海（同上）

出演アーティスト
- INI
- =LOVE
- IS:SUE
- imase
- HY
- AKB48
- &TEAM
- 大黒摩季
- OCTPATH
- 岸谷香
- 北山宏光
- 倉木麻衣
- Ken Yokoyama
- 近藤真彦
- 櫻坂46
- THE RAMPAGE from EXILE TRIBE
- JO1
- SHIN
- Da-iCE
- DA PUMP
- ちゃんみな
- 超ときめき♡宣伝部
- 超特急
- DXTEEN
- 西川貴教
- 乃紫
- 乃木坂46
- BAAD
- 日向坂46
- FANTASTICS from EXILE TRIBE
- FIELD OF VIEW 浅岡雄也
- FRUITS ZIPPER
- WHITE SCORPION
- ME:I
- モーニング娘。'24
- ヤングスキニー
- 緑黄色社会
- LIL LEAGUE from EXILE TRIBE
- 渡辺満里奈
- ONE N' ONLY

出演ゲスト
- 出川哲朗
- 粗品（霜降り明星）

### テレ東音楽祭スペシャル1964→2024 〜60年分の名曲!実は"歌の衝撃映像"ベスト100〜
- 放送日時：2024年11月20日 17:30 - 21:54

総合MC
- 国分太一（当時：TOKIO）

進行
- 田中瞳（テレビ東京アナウンサー）

出演アーティスト
- 赤坂泰彦
- ano
- 天月-あまつき-
- AKB48
- A.B.C-Z
- &TEAM
- 岡崎体育
- 荻野目洋子
- 北山宏光
- KID PHENOMENON
- King & Prince
- GINTA & ODAKEi
- 郷ひろみ
- ゴスペラーズ
- 後藤真希
- コブクロ
- コレサワ
- SARM
- DJ KOO
- 中島健人
- 乃木坂46
- バブルガム・ブラザーズ
- MAX
- 松本梨香
- 南野陽子
- miwa
- Little Glee Monster
- ONE N' ONLY

- テレビ東京が、旧ジャニーズ事務所のマネジメント業務を引き継ぐSTARTO ENTERTAINMENT所属アーティストの新規起用を再開したことから、総合MCの国分のほか旧ジャニーズ事務所所属アーティストが3回ぶりに出演[13]。

### テレ東音楽祭2025〜夏〜
- 放送日時：2025年7月9日 17:30 - 21:54

進行
- 田中瞳（テレビ東京アナウンサー）

中継
- 水原恵理（テレビ東京アナウンサー）
- 中原みなみ（同上）
- 齋藤陽（同上）

出演アーティスト
- INI
- ASKA
- アンダーグラフ
- 石川浩司（元・たま）
- IS:SUE
- imase
- ViViD
- AKB48
- &TEAM
- ORANGE RANGE
- GAO
- Kis-My-Ft2
- 木根尚登（TM NETWORK）
- CANDY TUNE
- Crystal Kay
- 郷ひろみ
- ササキオサム（元・MOON CHILD）
- サスケ
- JAYWALK
- 柴田聡子
- 女子十二楽坊
- SUPER BEAVER
- 鈴木亜美
- ソナーポケット
- 大事MANブラザーズ立川俊之
- Daoko
- チェキッ娘
- TEE
- D-51
- DOZAN11 aka 三木道三
- Travis Japan
- なかざわけんじ（元・H₂0）
- 中島健人
- なにわ男子
- 乃木坂46
- NOKKO
- のん
- HANA
- 花*花
- 原田知世
- 氷川きよし
- hitomi
- 藤岡藤巻
- 藤田恵美（Le Couple）
- 堀込泰行
- 前田有嬉（元・Whiteberry）
- ME:I
- 宮﨑薫
- M!LK
- 森高千里
- 矢井田瞳
- ゆず
- RIP SLYME
- LIL LEAGUE
- 和田アキ子

出演ゲスト
- ニューヨーク

- 総合MCは国分が当初務める予定であったが、2025年6月20日に国分がコンプライアンス違反とそれに伴う無期限活動休止を発表したため、出演を見合わせた[14]。その代わりに進行をサポートする役回りの応援団を出演アーティストの中から郷ひろみ・なにわ男子・氷川きよし・ME:I・ゆずが持ち回りで担当する他、スタジオゲストとしてニューヨークが出演し同様の役回りをすることを放送当日に発表した[15]。

## スタッフ
※ 2025年7月9日時点
- TM：吉田健吾[注 27]（テレビ東京）
- TD：木塚裕紀[注 28]・滝瀬勝彦[注 29]・片柳悠[注 30]・三浦宏一[注 31]（共にテレビ東京）、辻源之[注 32]・臼本泰一[注 33]（テクノマックス）
- SW：髙村和隆[注 34]・村上岳文[注 35]（共にテレビ東京）、池田浩之[注 36]（テクノマックス）
- CAM：小島正也、藤本茂樹、高橋駿介、長尾一輝（共に第17回）
- VE：森隆太[注 37]（テクノマックス）、池田駿平[注 38]、佐久間元貴[注 39]（テレビ東京）
- VP：山本岳大[注 40]・井原梓[注 41]・宮澤真子[注 42]（共にテレビ東京）
- 音声：本田宏文[注 43]（テレビ東京）、飯嶋康生[注 44]、北原悟[注 45]、神田あやめ[注 46]・五十嵐公彦[注 47]・永久保仁志[注 48]（共にテレビ東京）
- PA：白鳥慎一郎[注 49]（サンフォニックス）、小暮倫見・飯塚友紀（共にTACT）
- 照明：小堀雄大[注 50]
- 音効：村山達彦[注 51]、鏑木太郎[注 52]、小野寺孝之、太田省吾・木村俊之[注 53]（共に音響企画）
- 編集：望月和哉[注 54]（テクノマックス）、布山隆治[注 55]（aai）、加藤肇[注 56]
- MA：福田智大[注 57]（テクノマックス）
- TK：伊藤美紀[注 58]
- ロケ技術：森恒河、島田祐介、森えんのすけ、宮原大造（共に第17回）
- 技術協力：テクノマックス、テレビ東京アート、サンフォニックス、aai、TACT、arethus Inc. [注 59]
- 撮影協力：株式会社東京ドーム[注 60]
- アートプロデューサー：藤谷直之[注 61]
- デザイナー：岩本朝美、篠田幸実、田中みゆ[注 62]
- 美術進行：飯田裕貴、津坂宗紀[注 63]、榎本大輝[注 64]
- 大道具：冨田泰史・遠藤直貴[注 65]・工藤義昭[注 66]（共に東宝舞台）
- アクリル装飾：川満貴志[注 67]（ナカムラ綜美）
- 電飾：松村真一（コマデン）
- モニター：林尚宏（東京TUBE）
- 植木装飾：菊地(池)起矢（アサヒ植木装飾）[注 68]
- 装置：加藤力（バンセイ）
- 特効：山本重明（ビートル）
- 楽器：木下美々[注 69]（サンフォニックス）
- 小道具：熊谷楽[注 70]（テレフィット）
- メイク：山田かつら
- 協力：日本音楽事業者協会、アドゲイプロモーション、東京オフラインセンター、株式会社Spangles[注 71]、株式会社HUT Pictures[注 72]、株式会社ゼロウェイブ[注 73]、アフロ[注 74]、ゲッティ[注 75]、ORICON[注 76]
- 番宣：山本恒元・安藤夏美[注 77]・津野真実子[注 78]・佐々木希[注 79]（共にテレビ東京）
- ロゴ・背景CG：ALEX（第17回、第12回までCG、第13-16回は背景CG）
- 3DCG：CHEF GRAFIXX[注 80]
- テロップ統括：畦元海帆[注 81]
- イラスト：安居院一展、リトルベア、グレートインターナショナル[注 82]
- デスク：改發みなみ、小椋美沙[注 83]、藤巻玲菜[注 84]、畑口沙絢[注 85]、上野祐里安[注 86]、西嶋亜希[注 87]、田口奈実[注 88]
- 作家：植田将崇、鈴木遼、さかもと良助、高柳浩平、西村英樹、後藤達弥、野島靖公（共に第17回）
- 制作進行：山本康平[注 89]・城谷美里[注 90]・大森柚希[注 91]・光長裕紀[注 92]・石井聡子[注 93]・宮中彩花[注 94]・手島功貴[注 95]（共にテレビ東京）、近藤七菜[注 96]、牧島俊介[注 97]・古橋慧士[注 98]（共にテレビ東京）、木田凛[注 99]、井上怜[注 100]、福田己次郎[注 101]、高瀬彩音[注 102]、菊地真衣、山﨑凛[注 103]、松田奈和[注 104]、菅野力[注 105]、松本華奈[注 106]、小林由佳[注 107]、水野光優[注 108]、朝熊七彩[注 109]、笠原清香[注 110]、渡邊光稀[注 111]、田中庄柾[注 112]、太治裕真[注 113]（Q）、加藤亞生[注 114]、門田陽和[注 115]、遠藤理沙[注 116]、永沼尚弥[注 117]、我部涼奈[注 118]、真島大輝[注 119]、大久保次朗[注 120]
- 総合制作進行：赤木智彦[注 121]・廣瀬大智[注 122]・森萌乃香[注 123]（共にテレビ東京）、長谷川天真[注 124]、佐藤大輝[注 125]
- AP：野中優（テレ東ミュージック）、吉田早霧[注 126]（テレビ東京）、小林奈々子
- ディレクター：村田充範[注 127]・古川智[注 128]・牧佑馬[注 129]・丸山恵[注 130]・齋藤恵介[注 131]（共にテレビ東京）、瀬川翔[注 132]、松本凌[注 133]、千田洸陽[注 134]・加納武司[注 135]・小柿将喜[注 136]（共にテレビ東京）、太田大介（Q）、丸山憲司[注 137]、戸田祐介[注 138]、杉田美都[注 139]、吉田奈緒、岡崎遼[注 140]
- 協力プロデューサー：越山進[注 141]・岡田英吉[注 142]・露木寛子[注 143]・桑原宏次[注 144]・杠政寛[注 145]・溝田和史[注 146]（共にテレビ東京）、藤本正(元)、花蔭篤[注 147]
- 制作協力：エムファーム、PROTX、BLOOM[注 148]、Q、アダージォ・カンパニー[注 149]
- コーナー演出：工藤里紗[注 150]・渡邊麗[注 151]・持山勇太[注 152]・大宅優[注 153]・皆呂充俊[注 154]・三浦寛太[注 155]・渡邉緩也[注 156]（共にテレビ東京）、佐々木明夫[注 157]（エムファーム）、村田知佳[注 158]（テレ東ミュージック）、石川千紗希[注 159]、川滝悟司[注 160]
- 演出：福本俊二[注 161]・宇賀神敬行[注 162]・大森時生[注 163]（共にテレビ東京）
- プロデューサー：小野裕之[注 164]・大山比桃美[注 165]・穂苅雄太[注 166]・南岡広紀[注 167]（共にテレビ東京）、植木栄次[注 168]（エムファーム）
- チーフプロデューサー：星俊一[注 169]・水谷豊[注 170]（共にテレビ東京）
- 制作著作：テレビ東京

### 過去のスタッフ
- 構成：伊藤正宏、つじまこと
- ナレーション：DJナイク
- 声の出演：杉本るみ、博多大吉、赤平大
- TP：近藤剛史[注 171]（テレビ東京）
- TC：野瀬一成[注 172]（テレビ東京）
- TD：佐藤誠二[注 173]、小川圭介[注 174]、細田純一朗[注 175]、中野鉄平、長沼伸明[注 176]・髙橋瑠平[注 177]・湯面由香里[注 178]・田尾温子[注 179]（テレビ東京）
- カメラ：西村光平、伊井隼人（共にテレビ東京）、風間誠・伊勢本活敬（共にテクノマックス）、山田大介[注 180]
- CAM：古田俊[注 181]、末永尚享[注 182]（テクノマックス）
- SW：丸山真平[注 183]、田中圭介[注 184]、伊藤輝雄[注 185]・千明浩史[注 186]（共にテレビ東京）、飯国忠夫・吉田和雄[注 187]・大八木滋[注 188]・穂之上秀男[注 189]（共にテクノマックス）、鈴木智昭[注 190]
- 映像：中山祐[注 191]、小出一貴[注 192]、菊地裕介[注 193]、大崎雅典[注 194]、北村宏一（テレビ東京）
- VE：百崎拓哉[注 195]、戸田えりん[注 196]・葛西雅弘[注 197]・水野暁夫[注 198]（共にテレビ東京）、杉山博紀[注 199]、芹野昭義[注 200]、畑中陶太[注 201]
- VP：谷川滉樹[注 202]（テレビ東京）
- 音声：星川真視[注 203]、西山恵美子[注 204]、窪田佳光・久保田優[注 205]（テレビ東京）（共にテレビ東京）、坂本由貴見（テクノマックス）、光山由貴子、小森真美[注 206]、鶴崎康宏[注 207]、門脇茂誠[注 208]、小野文之[注 209]
- 照明：大野康秀（PRG）、水澤みなみ（ピーシーライツ）、高尾幸左、塚生崇[注 210]、新谷初、宮田和、曽我秀樹（曽我→六本木）、藤谷直之
- PA：鈴木紀浩、井上忠紀[注 211]、内藤甲斐、宮坂修[注 212]、南成旼[注 213]、稲葉昌幸、葉桐慶次・花田淳史（共にTACT）、入江孝[注 214]、築舘幸宜[注 215]（サンフォニックス）
- アレンジ：鶴田海生
- テレビ東京Aサブ
  - TD：入江俊之
- 大阪中継技術：佐原和彦、安宅和昭（テレビ大阪）
- 音効：村松聡、工藤靖史、長内勇治[注 216]、吉冨愛・長倉美希[注 217]、藤井祥史[注 218]（音響企画）、吉田塁、譲矢健志[注 219]、田代朱里
- モニター：竹島広平
- 編集：早川政秀、富田一弘[注 220]（共にテクノマックス）、諸武敏満・米沢武史[注 221]（共にaai）
- MA：武田明賢（aai）、大前智浩[注 222]・大矢研二[注 223]（共にテクノマックス）
- TK：柴田あゆみ（ジャムオフィス）、宮本美智子（ジャムオフィス）、山際慎子[注 224]、山沢啓子[注 225]（ジャムオフィス）
- 技術協力：NKL、サークル、富士ライト商事、テクニカル・サプライ・ジャパン、イエローフラッグ、レントアクト昭特、PRG、伊東洋行、シンクロライズ、TAMCO、テークワン（テーク→第4,6回）、曙製作所、ピーシーライツ、東京舞台照明、Not At All、アレックス、イマジナリーパワー、ワムハウス、プレミアムアーツ、コマデン、バンセイ[注 226]、エスギア、neHuz.wonderwall、特殊映材社、reinphasほか、テクノマックスビデオセンター、HIBINO[注 227]、ヌーベルメディア、HUT Pictures（ヌーベル以降→第13回）、EUREKA[注 228]、港家[注 229]、FLAT[注 230]、Yaching World[注 231]、reinphase[注 232]、One Planet[注 233]
- アートプロデューサー：薬王寺哲朗、小越敏彦、本橋智子[注 234]
- デザイナー：三重野基[注 235]
- 美術進行：小谷恵、高橋昭三、野本和広、政所美咲、仙田拓也[注 236]、古川大規
- 大道具：佐藤隆幸・遠藤直樹・中村友明・増山達也[注 237]・廣野晴樹[注 238]・多田怜史[注 239]（共に東宝舞台）
- 装置：高木慶一（エスケイシステム）、谷垣内瞳（バンセイ）、長谷川龍彦[注 240]（テルミック）、
- 基礎：上田浩二郎（BANSEl）
- 美術協力：ダイニカオス・スタッフサービス、GREEN ART
- 電飾：及川博安（コマデン）
- LEDビジョン：宇佐美良（東京チューブ）
- 小道具：植田幸奈・山下正美、中嶋誠宗・舘直樹・佐藤孝弘[注 241]・赤石美菜子[注 242]（共にテレフィット）
- アクリル装飾：是安弘樹（ナカムラ綜美）
- 楽器：矢野幹夫[注 243]、伊阪道在・石井ゆか（サンフォニックス）
- 衣裳：吉永勝[注 244]（東京衣裳）
- ロケ美術：真野背景
- 協力：住友不動産、大成建設、テレビ東京アート、埼玉県立川口高等学校書道部、テレビ大阪、ケン&スタッフ、大阪城パークセンター、第一興商、©️北条司/コアミックス・読売テレビ・サンライズ、TOC、シアーミュージック 多田亘祐[注 245]、東横イン[注 246]、 カゴメ株式会社[注 247]
- 布装飾：荻原舞台美術株式会社
- 撮影協力：ヘアーサロンアオキ、哥麿会、デジタルハリウッド大学、八王子フィルムコミッション運営協議会（共に第12回）
- 番宣：梅山文郁・佐々木亮・植田郁子[注 248]・松本悦子・石津早也果[注 249]・阪本裕美子[注 250]（共にテレビ東京）
- CG協力：キャドセンター、モデリングブロス（共に第12回）
- CG：SOZO.inc[注 251]、スタジオブロス[注 252]、小野真太郎[注 253]
- イラスト：レイデザイン（第12回まで）
- ビジュアルコンセプト：ニイルセン（第16回まで）
- SNS・配信(第6回 - 第11回)：帆足誠仁、藤野慎也[注 254]、長江璃奈、佐々木透、渡邊りょう、立石憲一郎
- デスク：片岡万奈、永倉晴日、黒澤結奈、山下幸恵、醍醐実沙紀、田中彩菜、出家李紅[注 255]、戸田綾音[注 256]（テレビ東京）、三浦茜[注 257]、吉末智香[注 258]
- AP：高橋一馬[注 259]・橋本佳奈[注 260]（共にテレビ東京）、神山亜弓[注 261]（Q）
- 制作進行：久岡佳樹、真船佳奈[注 262]、李炳錫、山田翔太、加藤正悟、宇佐見友彬[注 263]、高橋佑佳[注 264]、吉川肇、山口聡子、米田后甫、村田充範、前田夢有、安田幸平、大島達矢、塩田綾子、イ・ヒョンソク、大舘一仁、古田昭、山田沙祈、麓いずみ、長瀬雅和、佐々木優香、大月真、菊地芙美代、松本華花、須藤瞭、松澤啓[注 265]、西﨑和希、内野紗月[注 266]、近藤康行、池田智宏、新井一成、菅家優人[注 267]、小林弘資、矢部希、田中萌、桐山絵里子、海野大河[注 268]、中川凌[注 269]、稲垣生真[注 270]、町田拓哉[注 271]、斎藤麻衣子[注 272]、松丸暖、湊慧、塚本洋平[注 273]、佐藤裕奈、星野里緒[注 274]、水代麻里[注 275]、大石祐輔[注 276]、池田嘉布[注 277]、登井茉緒[注 278]、鈴木麻央[注 279]、大川翔生[注 280]、松本華奈[注 281]、齋藤南希[注 282]、渡邉弘美[注 283]、渋田一蕗[注 284]（クリエイティブエッグ）、塩谷俊之[注 285]、金城菜美子、岩田直樹、池原悠吾、晋山瑛美、岩間理子[注 286]、戸田太陽[注 287]、森田知夏、鈴木凌央[注 288]、中井恵子[注 289]、鈴木翔大、上條凛斗[注 290]、池上光透希、西川圭汰、加藤駿和、能登谷和旺[注 291]、青木愛笑[注 292]（Q）、江尻賢一[注 293]、羽根田翼[注 294]（PROTX）
- 総務統括：中込洋輔（PROTX、第11回）
- 演出補：池田美那子
- FD：高橋弘樹（テレビ東京）
- ディレクター：三好直（テレビ大阪）、岩下裕一郎・奈須亮三・江野沢新介・祖父江里奈・柴幸伸[注 295]・藤枝彰・重定菜子・上出遼平[注 296]・生原敬太・安田太地・二瓶朔也[注 297]・木村健作[注 298]・山下宏樹[注 299]・髙野秀彦[注 300]・渡邊陸[注 301]（岩下以降→テレビ東京）、小滝香一（ZIPPY）、河原涼太郎（PROTX）、古関昭[注 302]、藤井和真[注 303]、三富達郎・沼尻高明[注 304]（共にエムファーム）、西古屋竜太・吉川翔（共にQ）、糟谷慶司[注 305]、佐久間裕[注 306]、堂田啓祐（Q）[注 307]、真山善貴[注 308]、原祐二（ブルースモービル）、前田悠作[注 309]、入倉悠[注 310]（マーベル）、河津睦樹[注 311]、近藤篤[注 312]
- 協力プロデューサー：三沢大助・牛原隆一・縄谷太郎・高砂佳典・佐久間宣行・伊藤隆行[注 313]・大庭竹修・平山大吾・角田康治・金子優・鈴木拓也[注 314]・岩尾庄一郎・森本泰介[注 315]・梅崎陽[注 316]・水野亮太・飯田佳奈子[注 317]・吉原正浩[注 318]・末永剛章[注 319]（共にテレビ東京）、竹島博幸[注 320]、加藤和廣[注 321]、三浦正幸[注 322]、二ノ宮拓郎、勝田昭[注 323]（ウイニング・ラン）、桜木和代[注 324]、櫻田宣弘[注 325]（エムファーム）
- コーナー演出：朝比奈諒[注 326]・丸上瞬[注 327]・林毅[注 328]（共にテレビ東京）
- VTR演出：小平英希[注 329]（テレビ東京）
- プロデューサー：石井成臣[注 330]・加藤正明[注 331]・田中晋也[注 332]・秋葉祐太朗[注 333]・魚田英孝[注 334]・三宅優樹[注 335]・清水俊雄[注 336]・松山拓生[注 337]（共にテレビ東京）、藤掛匡史（PROTX）
- チーフプロデューサー：関光晴、櫻井卓也、髙野学、井関勇人[注 338]（共にテレビ東京）
- 制作協力：UNION、日経映像、TXCOM[注 339]、ブルースモービル、ウイニング・ラン[注 340]、クリエイティブエッグ[注 341]

## ネット局
| 放送対象地域   | 放送局                  | 系列           | 第1回 （2014） | 第2回 （2015） | 2016 | 2017 | 2018 | 2019 | 2020 | 2020 | 2021 | 2022 | 2022 | 2022 | 2023 | 2023 | 2024 | 2024       | 2025 |
| 放送対象地域   | 放送局                  | 系列           | 第1回 （2014） | 第2回 （2015） | 2016 | 2017 | 2018 | 2019 | 夏   | 秋   | 夏   | 春   | 夏   | 冬   | 夏   | 60祭 | 夏   | スペシャル | 夏   |
| -------------- | ----------------------- | -------------- | -------------- | -------------- | ---- | ---- | ---- | ---- | ---- | ---- | ---- | ---- | ---- | ---- | ---- | ---- | ---- | ---------- | ---- |
| 関東広域圏     | テレビ東京（TX） 制作局 | テレビ東京系列 | ○              | ○              | ○    | ○    | ○    | ○    | ○    | ○    | ○    | ○    | ○    | ○    | ○    | ○    | ○    | ○          | ○    |
| 北海道         | テレビ北海道（TVh）     | テレビ東京系列 | ○              | ○              | ○    | ○    | ○    | ○    | ○    | ○    | ○    | ○    | ○    | ○    | ○    | ○    | ○    | ○          | ○    |
| 愛知県         | テレビ愛知（TVA）       | テレビ東京系列 | ○              | ○              | ○    | ○    | ○    | ○    | ○    | ○    | ○    | ○    | ○    | ○    | ○    | ○    | ○    | ○          | ○    |
| 大阪府         | テレビ大阪（TVO）       | テレビ東京系列 | ○              | ○              | ○    | ○    | ○    | ○    | ○    | ○    | ○    | ○    | ○    | ○    | ○    | ○    | ○    | ○          | ○    |
| 岡山県・香川県 | テレビせとうち（TSC）   | テレビ東京系列 | ○              | ○              | ○    | ○    | ○    | ○    | ○    | ○    | ○    | ○    | ○    | ○    | ○    | ○    | ○    | ○          | ○    |
| 福岡県         | TVQ九州放送（TVQ）      | テレビ東京系列 | ○              | ○              | ○    | ○    | ○    | ○    | ○    | ○    | ○    | ○    | ○    | ○    | ○    | ○    | ○    | ○          | ○    |
| 岐阜県         | 岐阜放送（GBS）         | 独立局         | ○              | ×              | ×    | ×    | ×    | ×    | ×    | ×    | ○    | ×    | ○    | ○    | ○    | ○    | ○    | ○          | ○    |
| 滋賀県         | びわ湖放送（BBC）       | 独立局         | ○              | ×              | ○    | ×    | ○    | ○    | ○    | ×    | ○    | ○    | ○    | ○    | ○    | ○    | ○    | ○          | ○    |
| 奈良県         | 奈良テレビ（TVN）       | 独立局         | ○              | ○              | ○    | ○    | ○    | ○    | ○    | ○    | ○    | ○    | ○    | ○    | ○    | ○    | ○    | ○          | ○    |
| 和歌山県       | テレビ和歌山（WTV）     | 独立局         | ○              | ○              | ○    | ○    | ○    | ○    | ○    | ○    | ○    | ○    | ○    | ○    | ○    | ○    | ○    | ○          | ○    |

## 各局の夏の大型音楽番組
- 思い出のメロディー（NHK、1969年 - 2019年）
- 音楽の日（TBS系列、2011年 - ）
- FNS歌謡祭 夏[注 342]（フジテレビ系列、2012年 - ）
- THE MUSIC DAY（日本テレビ系列、2013年 - ）
- MUSIC STATION ウルトラFES（テレビ朝日系列、2015年 - 2018年）
- ライブ・エール（NHK、2020年 - 2024年）

## テーマソング
- Jeff Beck「Led Boots」テレ東音楽祭2015
- ADAM at「EDENA88」テレ東音楽祭2016
- Black Sabbath「Paranoid」テレ東音楽祭2017・2018
- 新日本プロレスリング「LOVE & ENERGY~棚橋弘至のテーマ」テレ東音楽祭2019
- SIAM SHADE「Triptych」テレ東音楽祭2020夏・秋
- 国分太一「STRIKE WHILE THE IRON IS HOT.」テレ東音楽祭2021